# Skót-felföldi marha

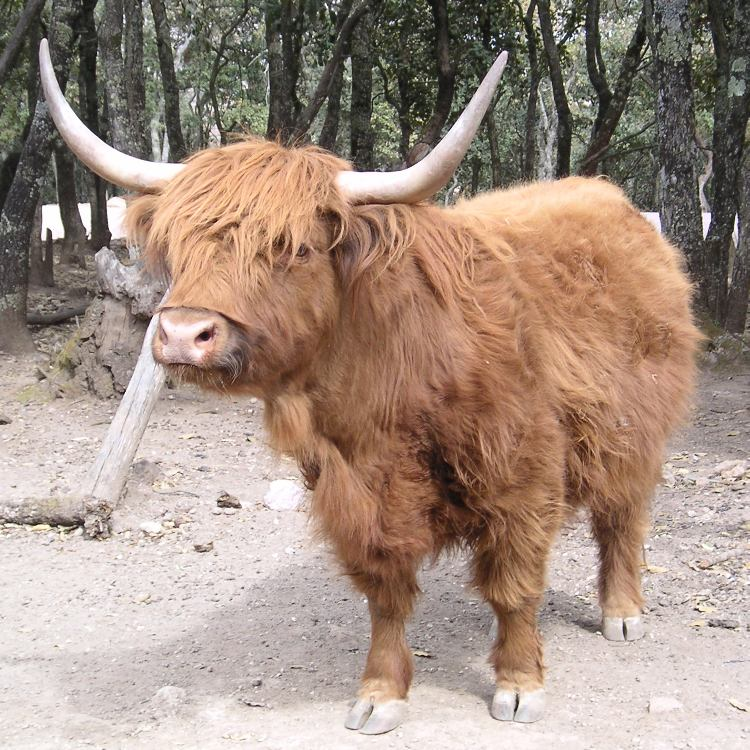

A skót-felföldi marha vagy röviden csak skót marha a szarvasmarha egyik ősi típusú fajtája. Skót neve Kyloe.

## Kialakulása
A fajta kialakulási helye Skócia északnyugati része, a Skót felföld vidéke. Ezen kívül a Skóciához tartozó Hebridák szigetein is őshonos fajtának számít.

## Megjelenése
Nagy testű, robusztus felépítésű, hosszú szőrű állat. Marmagassága: 90-110 centiméter körül van. Tömege: 400-900 kilogramm is lehet. Egész testfelépítése a ridegtartáshoz és a hosszú, olykor igen kemény telek átvészeléséhez idomult. A teleket képes emberi segítség nélkül is átvészelni. Alapvetően húshasznú fajta, viszonylag kevés tejet ad.
A fajta eredeti színe fekete volt, mára az egyedek többsége jellegzetes vöröses-barnás színű szőrzetet visel. A fajta elfogadott szőrszínei a következők: vörös, sárga, fekete, fehér, szürkésbarna.
Jellegzetes bélyegei a mindkét ivarnál jelenlevő hosszú és majdnem teljesen szimmetrikus szarvak.
A szarvak a bikáknál erősek és előreállók, a teheneknél hosszabbak és inkább felfelé állók.

## Használata
A fajta ma az ökológiai gazdaságokban újra világkorát éri, mivel kevés gondozást igényel. Mára Skócián illetve az Egyesült Királyságon kívül számos országban tartják (többek között Skandináviában igen népszerű). Jól legeltethető nedves legelőkön. Sokszor a hasáig áll a vízben és úgy eszi a füvet.
Mivel mutatós állat és van benne valami őskori jelleg, vadasparkokban és állatkertekben is tartják világszerte.

## Képek

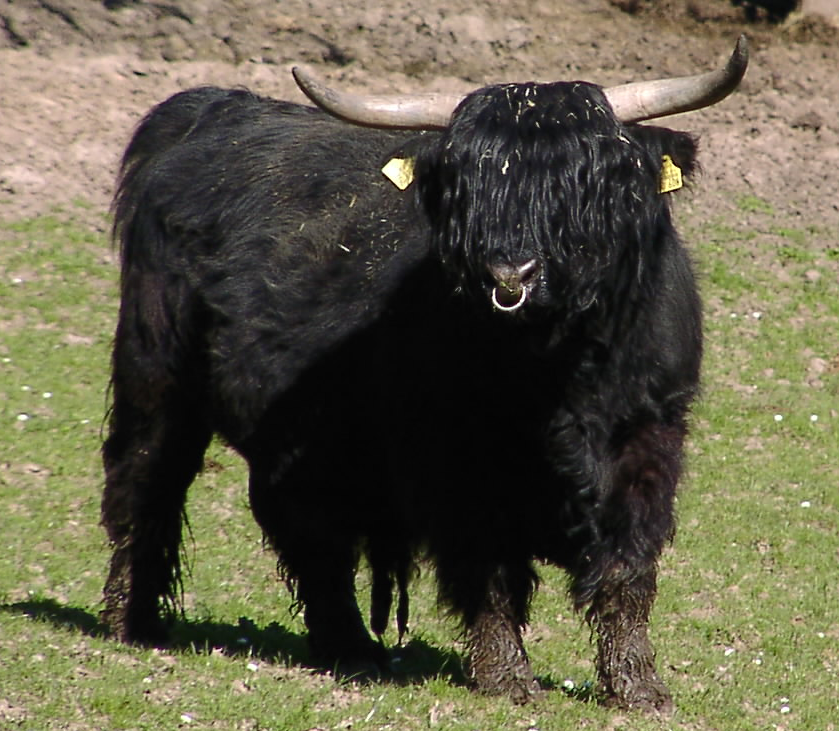
Fekete skót marha bika
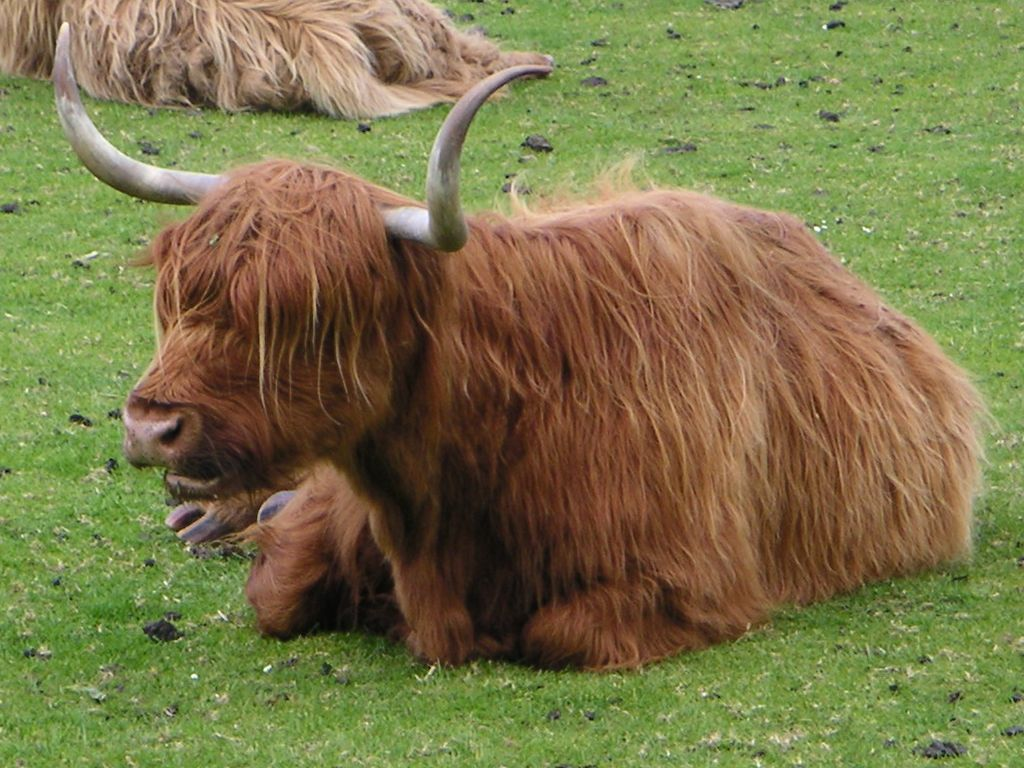
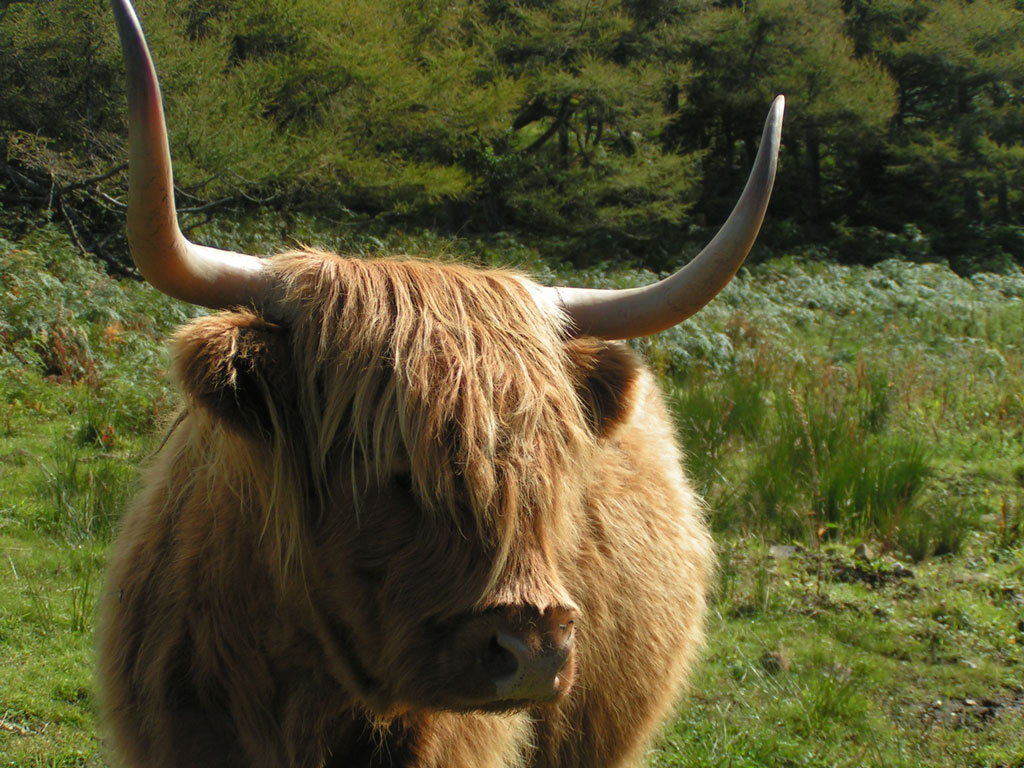
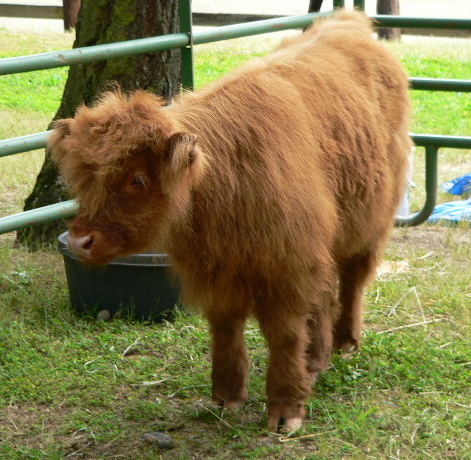
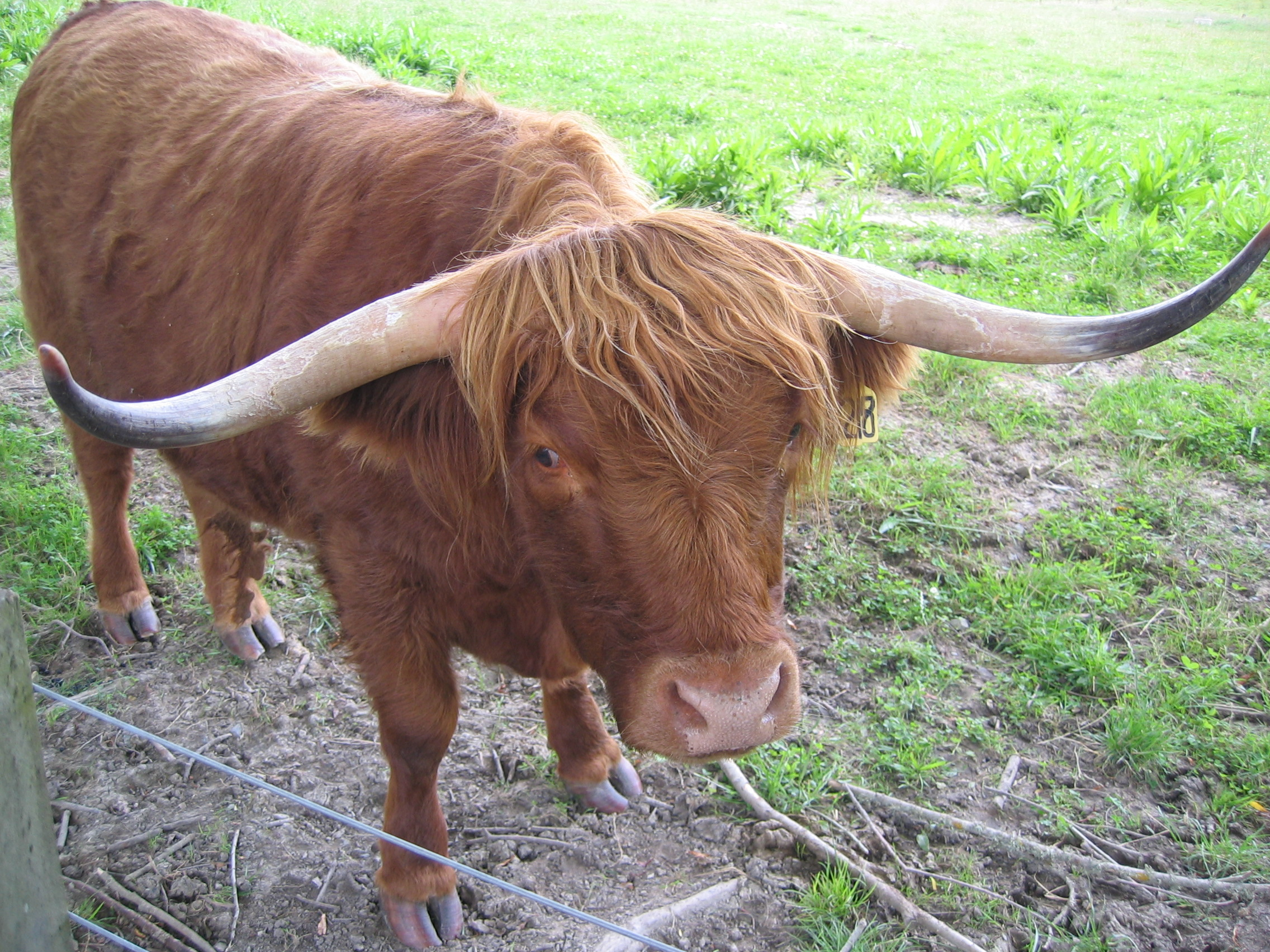
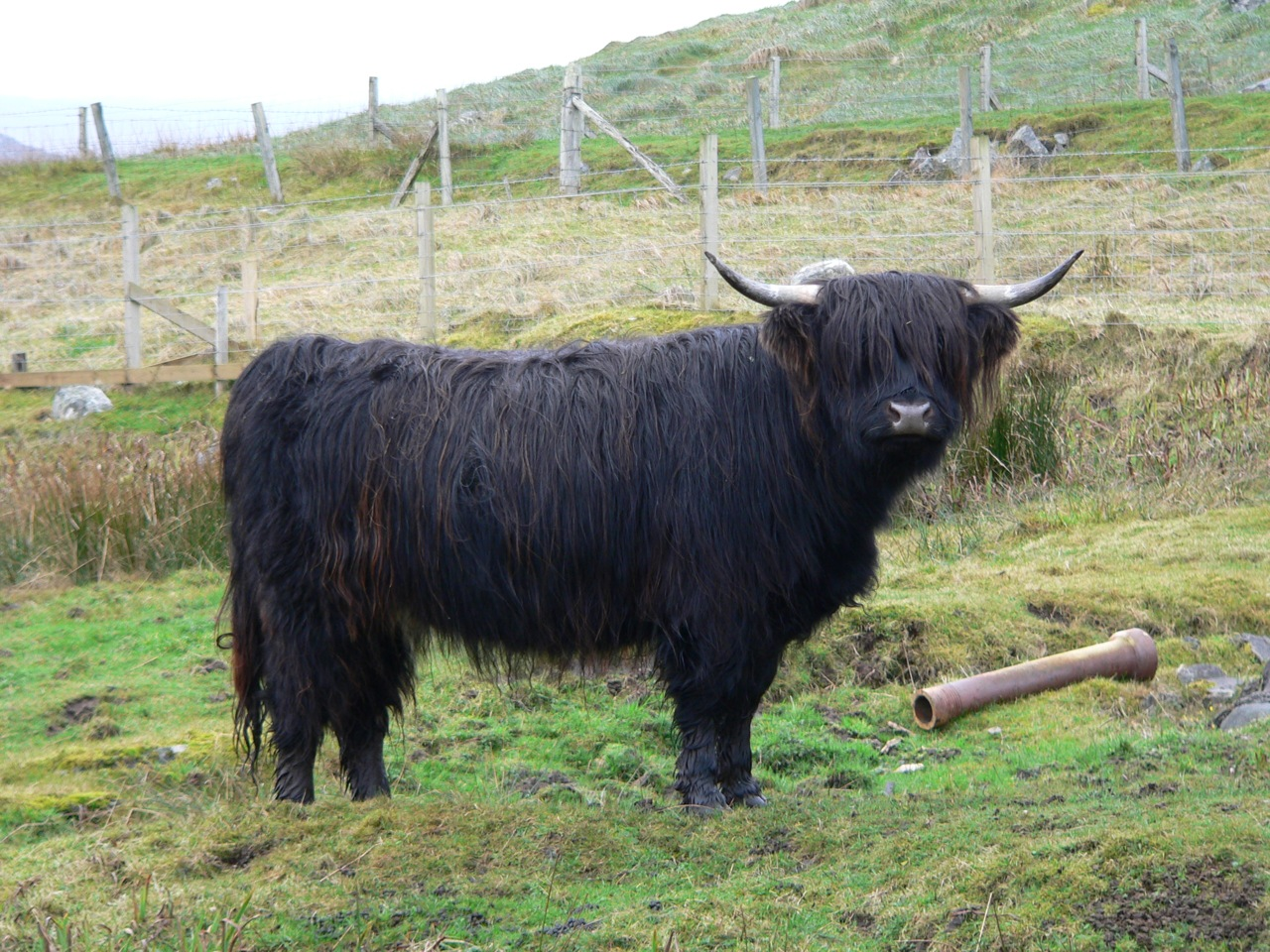
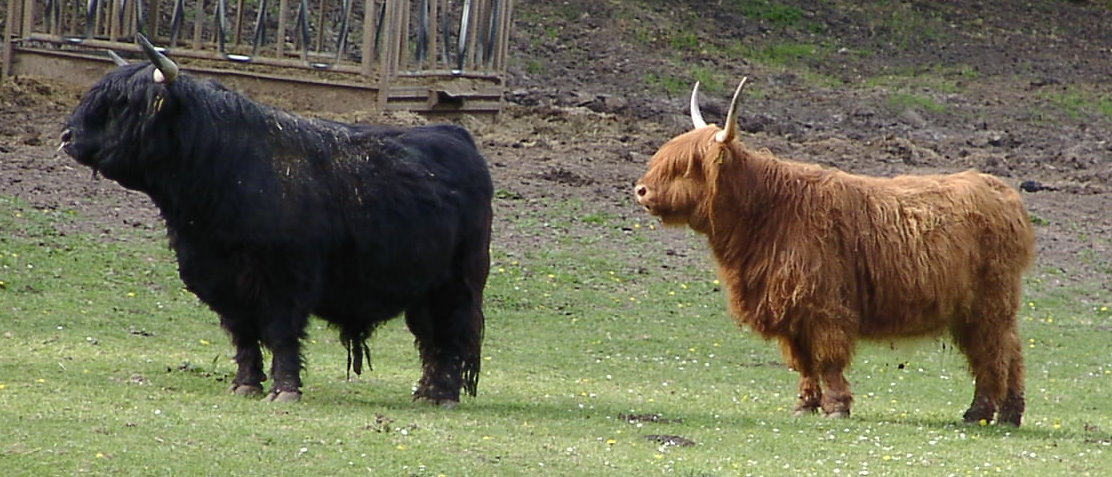
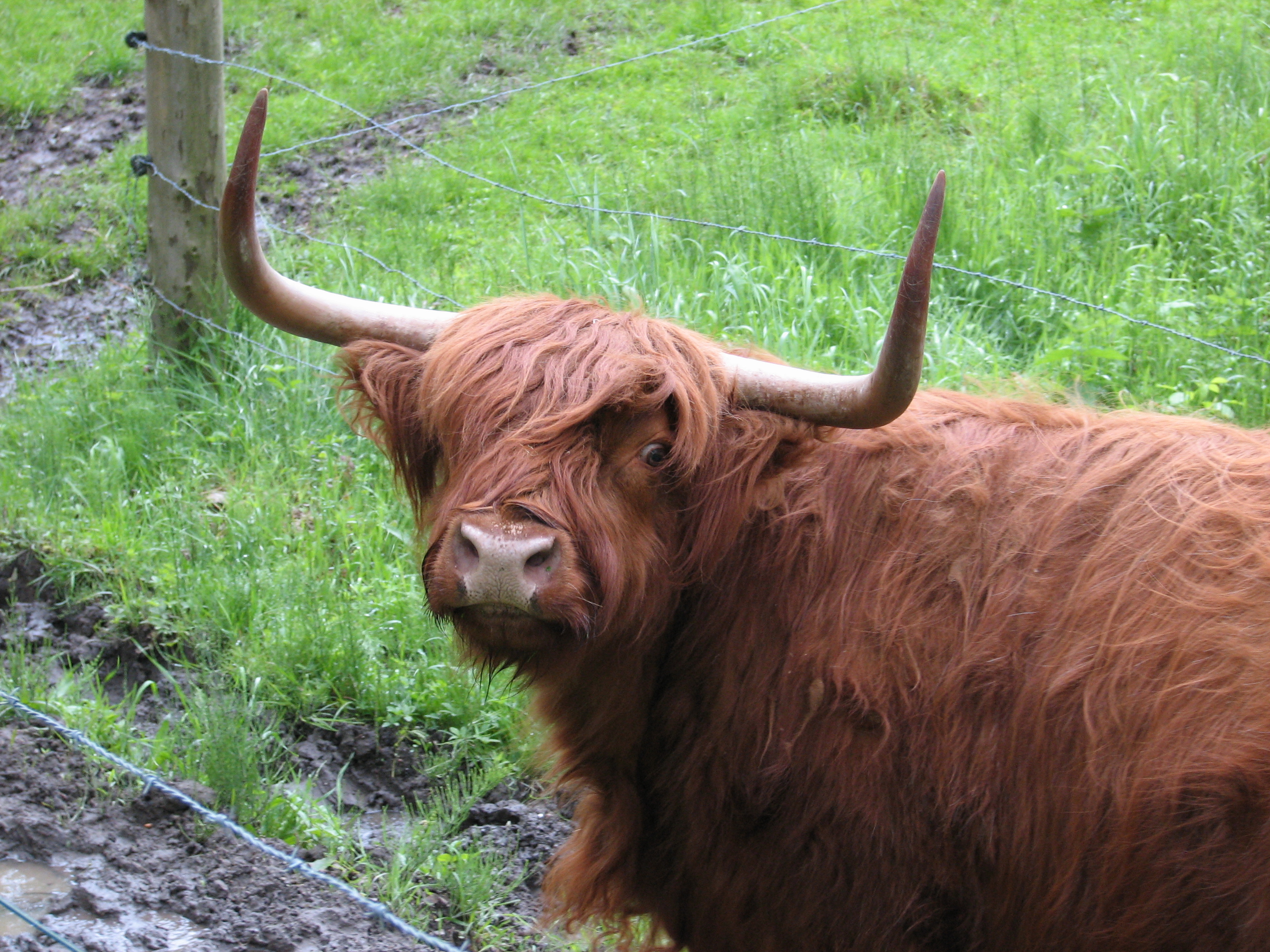